# Paul Betz
Pour les articles homonymes, voir Betz.
Paul Otto Ferdinand Betz (10 juillet 1895 à Harbourg - 9 mai 1944 à Sébastopol) est un Generalmajor allemand qui a servi au sein de la Heer dans la Wehrmacht pendant la Seconde Guerre mondiale.
Il a été récipiendaire de la croix de chevalier de la croix de fer. Cette décoration est attribuée pour récompenser un acte d'une extrême bravoure sur le champ de bataille ou un commandement militaire avec succès.

## Biographie
Paul Betz s'engage comme volontaire dans l'armée prussienne après le début de la Première Guerre mondiale, à la mi-août 1914. Il sert ensuite comme porte-drapeau dans le 9e bataillon du génie du Schleswig-Holstein n° 9 et devient chef de section dans le 30e bataillon du génie rhénan. 
Paul Betz est tué le 9 mai 1944 à Sébastopol en Ukraine (actuelle Russie). Il est promu Generalmajor et décoré de la croix de chevalier de la croix de fer à titre posthume.

## Promotions
| Fähnrich       | 8 mai 1915         |
| Leutnant       | 5 août 1915        |
| Hauptmann      | 1er octobre 1934   |
| Major          | 1er avril 1939     |
| Oberstleutnant | 1er septembre 1940 |
| Oberst         | 1er avril 1942     |
| Generalmajor   | 28 juin 1944       |

## Décorations
- Croix de fer (1914)
  - 2e classe
  - 1re classe
- Insigne des blessés (1914)
  - en Noir
- Croix d'honneur pour combattants 1914-1918
- Médaille de l'Anschluss
- Médaille des Sudètes
- Agrafe de la croix de fer (1939)
  - 2e classe (22 octobre 1939)
  - 1re classe (16 septembre 1941)
- Médaille du Front de l'Est
- Croix du mérite de guerre avec glaives
  - 2e Classe
- Croix de chevalier de l'ordre de la Couronne roumaine avec glaives
- Croix allemande en or (10 février 1944)
- Croix de chevalier de la croix de fer
  - Croix de chevalier le 16 juin 1944 en tant que Oberst et commandant de la 50. Infanterie-Division[1]